# Александар Симић (фотограф, 1898)
Александар Аца Симић (Београд, 24. јул 1898 — Београд, 18. јануар 1971) био је српски и југословенски фото-репортер и новинар. По завршеној матури у Београду отишао у Париз где је студирао у Националној школи декоративних уметности и апсолвирао на архитектури. Учесник Првог светског рата као један од 1300 каплара и носилац Албанске споменице.

## Фотографски и новинарски рад
Прве фотографије снимио 1910. Затим се као фотограф среће 1915. у Првом светском рату, приликом преласка Албаније. Од 1921. бавио се професионално новинском фотографијом, а објављивао је у листу Недељне илустрације, затим радио у листу Политика (од 1924. до почетка Другог светског рата), и сматра се првим фото-репортером тог листа. За време окупације сарађивао као фото-репортер са листом Коло. Будући да је тај лист основан од окупационих власти, та сарадња је Симићу, после рата, приписана као „колаборација са непријатељем“.
После 1945. привремено му је забрањен рад у новинарству „због рада у режимском листу, у време окупације“. Да би прехранио породицу бавио се неко време позоришном фотографијом за Народно позориште у Београду. Када је скинута забрана да ради у новинарству (али је и даље је важила забрана за рад у листу Политика) Симић је наставио рад у Фото-агенцији „Југопрес“ (деловала под окриљем Новинске агенције „Танјуг“), па у листовима Глас и Дуга, а од 1952. је у листу Борба, као уредник фотографије. Пензионисан је 1960. године. Био је носилац Албанске споменице, и добитник неколико награда за фотографију. Био је члан Фото-секције УЛУПУС-а и Секције фото-репортера Удружења новинара Србије.

## Тематске и стилске одлике дела
Симић се превасходно бавио новинском фотографијом, фотографисањем актуелних догађаја. Остварио је и један број портрета истакнутих личности. Показивао је осетљивост за уличне призоре и анегдотске ситуације. Део његовог опуса односи се на тему Архитектура старог Београда. Његова дела (фотографије и негативске плоче) налазе се у Фототеци листа Политика, Музеју града Београда и Музеју примењене уметности у Београду.

## Изложбе
Његова дела уврштена су у критичку ретроспективу - поводом 150 година фотографије у свету: „Фотографија код Срба 1839-1989“, Галерија САНУ, Београд, 1991. Постхумно су одржане две изложбе са истим избором његових дела: „Фотографије Аце Симића“, Галерија Дома омладине, Београд, маја 1983, и „Београд Политикине младости : фотографије Аце Симића“, Београд: Хол палате „Политика“, август 2003. Иако је Симићев опус обиман, није истражен, утицајем је недовољно значајан и незапажен од струке и критике.

## Оцена дела
Фотографско дело Александар Симића на посебан начин третира своје време. Најзначајније је раздобље његовог доратног стваралаштва. Тематски разноврсни, предмети његовог интересовања били су: уличне сцене и архитектура старог Београда, портрети и групе, догађаји, друштвена, културна и спортска збивања. Симић је типичан хроничар нашег поднебља. Пред његовом камером промичу улични продавци салепа, глумци и књижевници, министри, црквени великодостојници, краљ. Затим играчи кликера и крејцарица, скрајнути људи, групе залудних шегрта... Из његових лајфовских дела зрачи непосредност, неусиљеност, лежерност уочених ликова. Он показује смисао за бизарну тематику, за огољен, често и сиров хумор, за есејистичко уобличавање догађаја. (...) За оно време био је неопростиво директан, и несумњиво оригиналан за средину која је навикла да види фотографа као тромог и удаљеног сведока. И зато је, поред осталог, у том раздобљу, и у својој фотографској врсти, - највећи.